# Euhamitermes
Euhamitermes es un género de termitas isópteras perteneciente a la familia Termitidae que tiene las siguientes especies:
1. Euhamitermes aruna
2. Euhamitermes bidentatus
3. Euhamitermes chhotanii
4. Euhamitermes concavigulus
5. Euhamitermes daweishanensis
6. Euhamitermes dentatus
7. Euhamitermes guizhouensis
8. Euhamitermes hamatus
9. Euhamitermes indicus
10. Euhamitermes kanhaensis
11. Euhamitermes karnatakensis
12. Euhamitermes lighti
13. Euhamitermes melanocephalus
14. Euhamitermes mengdingensis
15. Euhamitermes microcephalus
16. Euhamitermes quadratceps
17. Euhamitermes retusus
18. Euhamitermes urbanii
19. Euhamitermes wittmeri
20. Euhamitermes yui
21. Euhamitermes yunnanensis
22. Euhamitermes yuntaishanensis
23. Euhamitermes zhejianensis